# Cantó d'Artés de Biarn
El cantó d'Artés de Biarn és un cantó del departament francès dels Pirineus Atlàntics, a la regió d'Aquitània. Està enquadrat al districte de Pau, té 21 municipis (el municipi de Lacq, només una part) i el cap cantonal és Artés de Biarn.

## Municipis
- Arganhon
- Arnós
- Artés de Biarn
- Artics
- Bomort
- Castèida deu Camin
- Castèida e Candau
- Castilhon d'Artés
- Sescau
- Doason
- Hagetaubin
- Ceserac
- Lahòra
- La Veiria
- La Cadea
- Lac
- Mespleda
- Sent Medard
- Sèrra
- Urdès
- Vièlanava d'Artés.

## Història
El 1790 el cantó d'Artés comprenia els mateixos municipis que en l'actualitat excepte Argagnon, Labeyrie, Lac i Lacadée.
| Període                                          | Identitat       | Partit | Qualitat                                |
| ------------------------------------------------ | --------------- | ------ | --------------------------------------- |
| 1979-1998                                        | Léon Costedoat  | UDF    | Alcalde d'Artés de Biarn de 1995 a 2001 |
| 1998-en curs                                     | Philippe Garcia | PS     | Alcalde d'Artés de Biarn des de 2001    |
| Les dades anteriors a 1979 no són pas conegudes. |                 |        |                                         |